# Tara Grammy
Pour les articles homonymes, voir Grammy.
Tara Grammy (en persan تارا گرامی ; Tārā Gerāmī), née à Téhéran, est une actrice et dramaturge irano-canadienne,.

## Biographie
Grammy est née à Téhéran en Iran, mais a grandi à Toronto au Canada. Elle a co-écrit Mahmoud, une pièce de théâtre qui a été finaliste pour le Prix du Gouverneur général : théâtre de langue anglaise aux Prix littéraires du Gouverneur général 2015. Grammy a joué le rôle de Nousha Husseini dans la comédie-romance de 2020 Un mariage simple, en co-vedette avec les actrices primées Shohreh Aghdashloo et Rita Wilson. Elle a co-écrit et joué dans The Persian Bachelorette, une vidéo comique qui a été visionnée plus de 150 000 fois en quelques jours sur YouTube,. Elle est actuellement l'une des hôtes du programme Persia's Got Talent.